# Guillaume-Nicolas Delahaye
Pour les articles homonymes, voir Delahaye (homonymie).
Guillaume Nicolas Delahaye, né à Paris en 1724 et mort à Charenton-le-Pont le 25 février 1802, est un graveur en géographie et topographie français.

## Biographie
Issu d'une famille de graveurs en géographie, filleul de Guillaume Delisle, Guillaume-Nicolas Delahaye grave plus de 1.200 cartes ou plans, dont les cartes de Jean-Baptiste Bourguignon d'Anville, Didier Robert de Vaugondy, Jean-Baptiste de Mannevillette, Jean-Nicolas Buache... 
Ayant obtenu le privilège d'être nommé Premier graveur du Roi (dont il avait commencé la grande "Carte des chasses du Roi", aux environs de Versailles), on le regarde comme le créateur de la gravure topographique.
L'un de ses fils est mort ingénieur en Guadeloupe. 
Sa fille, Antoinette Marie Delahaye (1773-1857), a épousé, en 1792, le célèbre géographe Jean-Denis Barbié du Bocage, qui ne manqua de faire graver ses cartes par son beau-père.